# ACIDMAN presents「SAITAMA ROCK FESTIVAL "SAI" 2022」Live & Documentary FILM
『ACIDMAN presents「SAITAMA ROCK FESTIVAL "SAI" 2022」Live & Documentary FILM』（アシッドマン・プレゼンツ サイタマ・ロック・フェスティバル サイ にせんにじゅうに ライブ・アンド・ドキュメンタリー・フィルム）は、日本のバンド・ACIDMANの映像作品。2023年11月26日にユニバーサルミュージックよりDVDで発売された。

## リリース・音楽性
通常盤のみの1形態で発売。DVD2枚組で、デジパック仕様となっている。購入者特典として、2024年11月26日まで本作をインターネット上でフルHD画質で閲覧可能な専用URLが付属されている。ACIDMAN STOREのみでの限定発売。
ACIDMANがバンド結成25周年を記念し、2022年11月26日 - 27日の2日間に渡り故郷である埼玉県・さいたまスーパーアリーナで主催した音楽フェスティバル『ACIDMAN presents「SAITAMA ROCK FESTIVAL "SAI" 2022」』の模様を収録したライブ・ドキュメンタリー作品。出演アーティスト全18組のMCを含む2日間の舞台裏やインタビューを収めたドキュメンタリー映像と、両日トリを務めたACIDMANのライブ映像をノーカットで収録している。監督は小田切明広が務めた。開催からちょうど1年後のリリースとなった。
本作発売に先駆け、2023年11月24日 - 25日にユナイテッドシネマ豊洲で先行上映会を開催。24日にはDAY-1、25日にはDAY-2の収録映像が上映された。合わせて舞台挨拶も行なわれ、両日ともにACIDMANメンバーが登壇。MCは藤田琢己が務めた。

## 出演
- ACIDMAN
  - 大木伸夫：Vocals, Guitars
  - 佐藤雅俊：Bass
  - 浦山一悟：Drums

### DISC1
- ARTIST
  - 東京スカパラダイスオーケストラ
  - DOPING PANDA
  - SiM
  - back number
  - 氣志團
  - LOW IQ 01 & THE RHYTHM MAKERS+
  - MAN WITH A MISSION
  - ストレイテナー
  - Dragon Ash
- STAGE MC
  - ジョージ・ウィリアムズ
  - 藤田琢己
  - ジョー横溝
  - 岩尾望（フットボールアワー）

### DISC2
- ARTIST
  - THE BACK HORN
  - sumika
  - the band apart
  - マキシマム ザ ホルモン
  - BRAHMAN
  - ASIAN KUNG-FU GENERATION
  - ELLEGARDEN
  - 10-FEET
  - Mr.Children
- STAGE MC
  - Boo
  - ダイノジ
  - 大抜卓人
  - 斎藤工

## 収録内容

### DISC1
DAY-1 2022.11.26 (Sat.)
1. Documentary FILM
出演アーティストのMCや当日の舞台裏の様子などを追ったドキュメンタリー。
2. to live
3. 造花が笑う
4. FREE STAR
演奏後にMCが行なわれる。
5. Rebirth
6. 赤橙
演奏後にMCが行なわれる。
7. 廻る、巡る、その核へ
8. 世界が終わる夜
9. ある証明
東京スカパラダイスオーケストラの谷中敦と加藤隆志と共に披露。
演奏後にMCが行なわれる。
10. Your Song
演奏後、エンドクレジットと共にライブのエンディングに出演アーティストと記念撮影をする様子、および出演アーティストへのインタビューが流れる。

### DISC2
DAY-2 2022.11.27 (Sun.)
1. Documentary FILM
出演アーティストのMCや当日の舞台裏の様子などを追ったドキュメンタリー。
2. world symphony
3. FREE STAR
4. 夜のために
演奏後にMCが行なわれる。
5. Rebirth
6. 赤橙
演奏後にMCが行なわれる。
7. 廻る、巡る、その核へ
8. ALMA
演奏後にMCが行なわれる。
9. ある証明
10. Your Song
演奏後、エンドクレジットと共にライブのエンディングに出演アーティストと記念撮影をする様子、および出演アーティストへのインタビューが流れる。